# Ooty
Ooty, uradno znan kot Udhagamandalam (znan tudi kot Ootacamund; skrajšano kot Udhagai), je mesto in občina v okrožju Nilgiris v južni indijski državi Tamil Nadu. Je 86 km severozahodno od Coimbatoreja, 100 km severozahodno od Tirupurja, 128 km južno od Misoreja in je sedež okrožja Nilgiris. To je priljubljena hribovska postaja v hribih Nilgiri. Popularno jo imenujejo »kraljica hribovskih postaj«. Bila je poletna prestolnica predsedstva Madrasa.
Območje, ki so ga prvotno zasedali ljudstvi Badaga in Toda, je konec 18. stoletja prešlo pod oblast Vzhodnoindijske družbe. Gospodarstvo temelji na turizmu in kmetijstvu ter proizvodnji zdravil in fotografskega filma. Mesto je povezano s cestami Nilgiri Ghat in gorsko železnico Nilgiri. Njeno naravno okolje privablja turiste in je priljubljena poletna destinacija. Leta 2011 je imelo mesto 88.430 prebivalcev.

## Etimologija
Izvor imena je nejasen. Prva znana pisna omemba kraja je navedena kot Wotokymund v pismu neznanega dopisovalca marca 1821 časopisu Madras Gazette. V zgodnjih časih se je imenoval Ottakal Mandu. Ime se je pod britansko vladavino verjetno spremenilo iz Udhagamandalam v Ootacamund, pozneje pa je bilo skrajšano v Ooty.
Prvi del imena (Ootaca) je verjetno popačenka lokalnega imena za osrednjo regijo planote Nilgiri. Otha-Cal izhaja iz tamilščine, kar pomeni 'en sam kamen'. To je morda sklicevanje na sveti kamen, ki ga častijo lokalni prebivalci Toda.
Mund je anglizirana oblika besede Toda za vas, Mandu.
Ooty je v hribovju Nilgiri, kar pomeni 'modre gore', tako imenovane zaradi cvetovgrmovja kurinji (Strobilanthes kunthiana), ki cveti vsakih dvanajst let in daje pobočjem modrikast odtenek.

## Zgodovina
Udhagamandalam je bil prvotno plemenska dežela, ki so jo zasedali ljudje Badaga, Toda, Kota, Irula in Kurumba.
Toda v Nilgirisu se prvič omenjajo v zapisu, ki pripada kralju Hojsala Višnuvardhani in njegovemu generalu Punisi, iz leta 1117 n. št.. Ljudstvo Toda je bilo znano po vzreji vodnih bivolov. Ljudje, znani po kmečkih dejavnostih. Nilgirisu so vladale različne dinastije, kot so Satavahana, Ganga, Kadamba, Raštrakuta, Hojsala, imperij Vidžajanagara in Radža iz Ummaturja (v imenu Vodejarjev iz Misoreja). Tipu Sultan je v 18. stoletju zavzel Nilgiris in razširil mejo z gradnjo skrivališča, podobne jami. Nilgiris je s pogodbo iz Srirangapatnama leta 1799 prišel v last Britanske vzhodnoindijske družbe kot del odstopljenih zemljišč, ki jih je imel v lasti sultan Tipu.
Leta 1818 sta J. C. Whish in N. W. Kindersley, pomočnika Johna Sullivana, takratnega zbiratelja iz Coimbatoreja, obiskala Ooty in mu predložila poročilo. Sullivan je januarja 1819 taboril v Dimbhattiju, severno od Kotagirija, in bil navdušen nad lepoto kraja. Thomasu Munroju je pisal: »... podobna je Švici, bolj kot katera koli država v Evropi ... hribi, poraščeni s čudovitim gozdom, in lep močan izvir s tekočo vodo v vsaki dolini.« Badagi iz Dimbhattija so odstopili ta del mesto v Sullivanu in maja 1819 je začel graditi svoj bungalov v Dimbhattiju. Tistega leta je začel delati tudi na cesti od Sirumugaija do Dimbhattija. Cesta je bila dokončana maja 1823 in do leta 1830–32 podaljšana do Coonoorja.
Palača Aranmore v Ootyju, ki je služila kot poletna prestolnica predsedstva Madras; Britanski uradniki so ga obiskali v kolonialnih dneh kot priljubljeno poletno letovišče. Vojake so poslali v bližnji Wellington na okrevanje. Wellington je dom madraškega polka indijske vojske. Po osamosvojitvi se je razvilo v priljubljeno hribovsko letovišče.
== Geografija
Ooty je v biosfernem rezervatu Nilgiri. Številna gozdnata območja in vodna telesa so prepovedana za večino obiskovalcev, da bi zaščitili ta krhki ekosistem. Nekatera območja biosfernega območja so bila namenjena razvoju turizma in izvajajo se koraki za odprtje teh območij za obiskovalce ob ohranjanju območja. Je na nadmorski višini 2240 metrov.

### Podnebje
Ooty ima subtropsko visokogorsko podnebje (Cwb) po Köppnovi podnebni klasifikaciji. Kljub svoji legi v tropih, v nasprotju z večino južne Indije, Ooty na splošno odlikuje blage razmere in je skozi vse leto pomladno. Vendar pa je noč v mesecih januarju in februarju običajno mrzla. Temperature so skozi vse leto razmeroma enake; s povprečnimi visokimi temperaturami med približno 17–20 °C in povprečnimi nizkimi temperaturami med približno 5–12 °C.
Najvišja kdaj koli zabeležena temperatura v Ootyju je bila 28,5 °C, kar je po južnoazijskih standardih zelo nizko za rekordno visoko temperaturo vseh časov. Deževno obdobje v Ootyju je izjemno hladno in vetrovno z visoko vlažnostjo. Hladen veter lahko čez dan pade tudi do 5 °C. Veter je vedno močan skozi vse leto, zaradi česar je Ooty skozi vse leto hladen. Najnižja temperatura je bila −2 °C. V mestu v povprečju pade okoli 1050 milimetrov padavin letno, z izrazito suhim, a hladnejšim obdobjem od decembra do marca.

## Zanimivosti
Ooty je priljubljena turistična atrakcija s številnimi zanimivostmi v mestu in okolici.

### Vrtovi in parki
Vladni vrt vrtnic (prej Centenary Rose Park) je največji vrt vrtnic v Indiji. Je na pobočju Elk Hilla v Vidžajanagaramu v mestu Ooty na nadmorski višini 2200 metrov. Danes ima ta vrt eno največjih zbirk vrtnic v državi z več kot 20.000 sortami vrtnic 2800 kultivarji. Zbirka vključuje hibridne čajevke, miniaturne vrtnice, poliante, papagene, floribunde, Ramblers, Yakimour in vrtnice nenavadnih barv, kot sta črna in zelena.
Botanični vrt Ooty, velik 8,9 hektarjev, je bil postavljen leta 1847 in ga vzdržuje vlada Tamil Naduja. Botanični vrt je bujen, zelen in dobro vzdrževan. Vsako leto maja poteka cvetlična razstava in razstava redkih rastlinskih vrst. V vrtovih je približno tisoč vrst, tako eksotičnih kot avtohtonih, rastlin, grmovnic, praproti, dreves, zelišč in rastlin bonsajev.[32] V vrtu je 20 milijonov let staro fosilizirano drevo.
Park jelenov je na robu jezera Ooty. Poleg živalskega vrta v Nainitalu v Utarakhandu je najvišji živalski vrt v Indiji. Ta park je bil oblikovan za namestitev številnih vrst jelenov in drugih živali.

### Jezera in jezovi
Jezero Ooty pokriva površino 26 hektarjev. Čolnarna, postavljena ob jezeru, ki turistom ponuja čolnarjenje, je glavna turistična atrakcija v Ootyju. Leta 1824 ga je zgradil John Sullivan, prvi odkritelj Ootyja. Jezero je nastalo z zajezitvijo gorskih potokov, ki tečejo po dolini Ooty. Jezero leži med nasadi evkaliptusa, ob enem bregu pa poteka železniška proga. Med poletno sezono v maju se na jezeru dva dni organizirajo dirke s čolni in predstava s čolni.
Pykara je reka, ki leži 19 km od Ootyja. Pykara velja za zelo sveto za ljudi Todas. Reka Pykara izvira na vrhu Mukurthi in teče skozi hribovito območje, ki se na splošno drži proti severu in zavije proti zahodu, ko doseže rob planote. Reka teče preko niza slapov; zadnja dva, visoka 55 metrov in 61 metrov, sta znana kot slapova Pykara. Slapovi so približno 6 km od mostu na glavni cesti. Čolnarna ob slapu in jezu Pykara je dodatna atrakcija za turiste. Jez Kamaraj Sagar (znan tudi kot rezervoar Sandynalla) je 10 km od avtobusne postaje Ooty. To je kraj za piknik in fotografiranje na pobočju Wenlock Downs. Različne turistične dejavnosti ob jezu so ribolov ter preučevanje narave in okolja. Parsons Valley Reservoir je primarni vodni vir za mesto in je večinoma v rezerviranem gozdu, zato je v veliki meri prepovedan za obiskovalce. Emerald Lake, Avalanche Lake in Porthimund Lake so druga jezera v regiji.

### Plemenske koče in muzej
Na hribih nad botaničnim vrtom je nekaj tradicionalnih hiš ljudstva Toda (znanih kot Dogles), kjer še vedno prebivajo Toda. Na tem območju so še druga naselja Toda, zlasti Kandal Mund blizu starega Ootyja. Čeprav je veliko Todov opustilo svoje tradicionalne značilne koče za zidane hiše, se zdaj pojavlja gibanje za gradnjo tradicionalnih banjasto obokanih koč, v zadnjem desetletju pa je bilo zgrajenih štirideset novih koč in prenovljenih veliko Todinih svetih mlekarn.
Plemenski muzej je del kampusa Tribal Research Center, ki je v Muthorai Palada (10 km od mesta Ooty). Je dom redkih artefaktov in fotografij plemenskih skupin Tamil Naduja ter Andamanskih in Nikobarskih otokov ter antropološke in arheološke primitivne človeške kulture in dediščine. Plemenski muzej prikazuje tudi hiše Tode, Kote, Panije, Kurumba in Kanikaranov.

### Gorska železnica Nilgiri
Gorsko železnico Nilgiri so leta 1908 zgradili Britanci, sprva pa jo je upravljalo železniško podjetje Madras. Železnica se še vedno zanaša na svojo floto parnih lokomotiv. NMR je v pristojnosti novoustanovljenega oddelka Salem. Julija 2005 je UNESCO dodal gorsko železnico Nilgiri kot razširitev območja svetovne dediščine Himalajska železnica Darjeeling, mesto je nato postalo znano kot Gorske železnice Indije. potem ko je izpolnjevalo potrebna merila, zaradi česar je bil opuščen načrt za posodobitev. V zadnjih nekaj letih so dizelske lokomotive prevzele parne na odseku med Coonoorjem in Udhagamandalamom. Lokalno prebivalstvo in turisti so povzročili povpraševanje po parnih lokomotivih, da te ponovno vlečejo na tem odseku.

### Zgodovinske stavbe
Stone House je prvi bungalov, zgrajen v Ootyju. Zgradil ga je John Sullivan in so ga plemena imenovala Kal Bangala (Kal pomeni kamen v lokalnem plemenskem jeziku). John Sullivan je leta 1822 začel graditi Stone House, pri čemer je od Todajev pridobil zemljišče po 1 ₹ na hektar ali 2,5 ₹ na hektar. Danes je to uradna rezidenca ravnatelja vladne umetniške šole Ooty.
Cerkev svetega Štefana stoji ob cesti v Misore v Ootyju. Je ena najstarejših cerkva v okrožju Nilgiris. Cerkev je iz 19. stoletja. Stephen Rumbold Lushington, takratni guverner Madrasa, ki je močno čutil potrebo po cerkvi v Ootyju, ki je bila izključno za Britance, je 23. aprila 1829 položil temeljni kamen, kar je sovpadalo z rojstnim dnem kralja Jurija IV. Cerkev svetega Štefana je posvetil John Matthias Turner, kalkutski škof, 5. novembra 1830. Za obhajilo so jo odprli na velikonočno nedeljo, 3. aprila 1831. Leta 1947 je prišla pod Cerkev južne Indije. Odgovorni arhitekt je bil John James Underwood, stotnik polka Madras.
Cerkev sv. Tomaža, župnije v anglikanski škofiji Ooty, so začeli graditi leta 1867, temeljni kamen pa je 1. maja položil generalpolkovnik Howard Dowker. Gradnja je bila končana 20. oktobra 1870, prva služba pa je bila izvedena leta 1871. Med slavnimi grobovi na cerkvenem pokopališču so grobovi Josiaha Johna Goodwina, britanskega stenografa Swamija Vivekanande, in Williama Patricka Adama, britanskega guvernerja Madrasa, čigar grob je na vrhu osupljivega stebra, posvečenega sv. Tomažu, najvišji zgradbi v Ootyju. Cerkveno pokopališče je bilo uporabljeno kot prizorišče v filmu Davida Leana iz leta 1984, Prehod v Indijo, ki temelji na istoimenskem romanu E. M. Forsterja.
Leta 1882 je Sir Neville Chamberlain (ne predsednik vlade) v Ooty Clubu prvič sestavil in kodificiral pravila igre snooker. Klub še vedno hrani mizo za biljard, ki je bila uporabljena.
- Botanični vrt v Ootyju
- Vladni botanični vrt
- Jezero Ooty
- Gorska železnica Nilgiri
- Palača Fernhills
- Cerkev sv. Štefana

### Tovarna čaja
Tovarna čaja Ooty se razprostira na površini skoraj nič točke štiri nič hektarjev (en hektar) in se nahaja blizu mesta Ooty. Obiskovalci lahko spoznajo izvor različnih vrst čajnih lističev po vsem svetu in zgodovino čaja v Indiji. V tovarni je nazorno prikazan postopek predelave čaja s stroji Cut, Twist in Curl (CTC). Ob koncu obiska lahko poskusite različne vrste čaja in kupite čajne spominke. Druge bližnje tovarne čaja vključujejo tovarno čaja Doddabetta in tovarno čaja Bench Mark.

### Radijski teleskop
Radijski teleskop Ooty je bil dokončan leta 1970. Je del Nacionalnega centra za radioastrofiziko (NCRA) Inštituta za temeljne raziskave Tata (TIFR), ki ga financira indijska vlada. prek Oddelka za atomsko energijo.

## Biotska raznovrstnost in divje živali
Ooty večinoma obsega zmerne deževne gozdove. Je tudi del ekoregije gorskih deževnih gozdov jugozahodnih Gatov. Dodabeta je najvišji vrh (2623 km) v Nilgirisu, približno 10 km od Ootyja. Leži na stičišču Zahodnih Gatov, obdan z gostimi šolami. Borov gozd med Ootyjem in Thalakundo je majhno območje, kjer so borovci urejeni. Wenlock Downs je travnato območje, značilno za prvotno biološko pokrajino Nilgiris z rahlo valovitimi griči.
Narodni park Mudumalai in rezervat tigrov ležita na severozahodni strani hribovja Nilgiri, približno 31 km od mesta Ooty. Mudumalai je zatočišče za živali in ptice, vključno s sloni in tigri. Populacija tigrov v Mudumalai je 103. Narodni park Mukurthi je 78,46 km² zavarovano območje, in je v jugovzhodnem kotu planote Nilgiris približno 25 km zahodno od Ootyja. Park je bil ustvarjen za zaščito svoje ključne vrste, Nilgirskega tahra. Zahodni Gati, podskupina Nilgiri (6000 km²), vključno s celotnim narodnim parkom Mudumalai, je v proučitvi Unescovega odbora za svetovno dediščino za izbiro kot območje svetovne dediščine.